# László Krasznahorkai
László Krasznahorkai (n. el 5 de enero de 1954) es un novelista y guionista húngaro conocido por sus novelas críticamente difíciles y exigentes, a menudo etiquetadas como posmodernas, con temas distópicos y melancólicos. Varias de sus obras, en particular sus novelas Tango satánico (Sátántangó, 1985) y La melancolía de la resistencia (Az ellenállás melankóliája, 1989), se han convertido en largometrajes del director de cine húngaro Béla Tarr.

## Biografía
László Krasznahorkai nace en 1954 en la ciudad Gyula, al sureste de Hungría, donde vive hasta poco antes de empezar sus estudios superiores en la Universidad József Attila, en Szeged. El futuro autor finaliza la carrera de Derecho en dicha institución de 1973 hasta 1976, tras lo cual parte a Budapest para continuar su formación en la Universidad Loránd Eötvös. Aquí realiza estudios en Educación para adultos e idioma húngaro, al mismo tiempo que inicia su carrera como escritor independiente, trabajando con la editorial Gondolat Könyvkiadó. En 1983 obtiene la beca Zsigmond Móricz, seguida de un apoyo de la institución alemana DAAD a la cual se hace acreedor en 1987.
En 1990 László Krasznahorkai visita Mongolia y China, y en 1992 emprende un viaje en barco por el océano Atlántico. A su regreso al Viejo Continente, en 1994 recorre Europa durante un año, en preparación de su novela Háború és háború. En 1996 realiza una residencia en la Wissenschaftskolleg de Berlín. Tras una estadía en Bosnia, el autor parte a Japón en 1997 y regresa a China un año después.
Su primera colaboración con el cineasta Béla Tarr ocurrió en 1988, cuando el dúo trabajó en Kárhozat.

## Obras[5]

### Novelas
- Tango satánico (Sátántangó, 1985), Acantilado, 2017, traducción de Adan Kovacsics.
- Melancolía de la resistencia (Az ellenállás melankóliája, 1989), Acantilado, 2001, tr. de Adan Kovacsics.
- Az urgai fogoly, Széphalom Könyvműhely (1992), sin traducir.
- Guerra y guerra (Háború és háborúa, 1999), Acantilado, 2009, tr. de Adan Kovacsics.
- Al Norte la montaña, al Sur el lago, al Oeste el camino, al Este el río (Északról hegy, Délről tó, Nyugatról utak, Keletről folyó, 2003), Acantilado, 2007, tr. de Adan Kovacsics.
- Rombolás és bánat az Ég alatt, Magvető (2004), sin traducir.
- Y Seiobo descendió a la Tierra (Seiobo járt odalen, 2008), Acantilado, 2015, tr. de Adan Kovacsics.
- El barón Wenckheim vuelve a casa (Báró Wenckheim hazatér, 2016), Acantilado, 2024, tr. de Adan Kovacsics.
- A Manhattan-terv, Magvető (2018), sin traducir.
- Herscht 07769, Magvető Kiadó (2021), sin traducir.
- Zsömle odavan, Magvető (2024), sin traducir.

### Novelas cortas
- Ha llegado Isaías (Megjött Ézsaiás, 1998), Acantilado, 2009, tr. de Adan Kovacsics.
- El último lobo (Az utolsó farkas, 2009), Fundación Ortega Muñoz, 2009, tr. de Adan Kovacsics.
- ÁllatVanBent, con ilustraciones de Max Neumann, Magvető Kiadó (2010)
- Aprómunka egy palotáért, Magvető (2018), sin traducir.
- Mindig Homérosznak, con ilustraciones de Max Neumann, Magvető (2019)

### Colecciones de relatos
- Relaciones misericordiosas (Kegyelmi viszonyok. Halálnovellák, 1986), Fundación Ortega Muñoz, 2023, tr. de Adan Kovacsics.
- Megy a világ, Magvető Kiadó (2013), sin traducir.

### No ficcion
- A Théseus-általános, Széphalom Könyvműhely (1993). Conferencias. Sin traducir.
- Este hat; néhány szabad megnyitás, Dovin - Magvetőy (2001). Ensayos. Sin traducir.
- Krasznahorkai Beszélgetések, Széphalom Könyvműhely (2003). Entrevistas. Sin traducir.
- Nem kérdez, nem válaszol. (Huszonöt beszélgetés, ugyanarról), Magvető (2012). Entrevistas. Sin traducir.

## Premios
- 1987: Premio Jozsef Attila[6]
- 1987: Premio Mikes Kelemen Kor
- 1992: Premio Derby Tibor
- 1993: Premio Krudy Gyula
- 1994: Premio alemán al mejor libro del año por A Theseus-ltalanos
- 1998: Premio Marai Sandor
- 2003: Premio de la Fundación Soros
- 2004: Premio Kossuth
- 2015: Premio Man Booker International[7]
- 2024: Premio Formentor de las Letras.[8]